# Цзяньвэнь-ди (Восточная Цзинь)
Цзиньский Цзяньвэнь-ди (кит. трад. 晉簡文帝), личное имя Сыма Юй (кит. трад. 司馬昱, пиньинь Sīmǎ Yù), взрослое имя Сыма Даовань (кит. трад. 司馬道萬, 320 — 12 сентября 372) — двенадцатый император империи Цзинь; восьмой император эпохи Восточная Цзинь.

## Биография
Сыма Юй был младшим сыном императора Юань-ди, приходясь таким образом младшим братом императору Мин-ди; матерью Сыма Юя была наложница Чжэн Ачунь. В 322 году отец дал ему титул Ланъе-ван (琅邪王) — тот же самый, который носил сам до восшествия на престол. В 323 году император Юань-ди скончался, а в 326 скончалась и наложница Чжэн; так как, будучи Ланъе-ваном, Сыма Юй не имел права соблюсти траур по матери (так как она была наложницей, а не императрицей), то он потребовал, чтобы ему дали другой титул, позволивший бы ему выразить сыновьи чувства по умершей матери, и получил титул Куайцзи-ван (會稽王).
В 344 году на престол был возведён годовалый Сыма Дань, регентом при котором стала вдовствующая императрица Чу; Сыма Юй стал при ней одним из двух главных министром (вместе с Хэ Чуном, а после смерти Хэ Чуна в 346 году — вместе с Цай Мо). В 350 году Инь Хао сумел отстранить от двора Цай Мо, и получил большую власть.
В 348 году наследник Сыма Юя — Сыма Даошэн — был обвинён в преступлениях и брошен в тюрьму, где и скончался; жена Сыма Юя (мать Сыма Даошэна) так же умерла. Четверо других его сыновей (один — от жены, и трое — от наложниц) умерли ещё раньше, и он остался без жены и наследников. По совету даоса он взял в наложницы малайку Ли Линжун, от которой у него родились сыновья Сыма Яо и Сыма Даоцзы.
Генерал Хуань Вэнь постоянно обращался к двору с петициями о том, чтобы позволить ему отвоевать для империи земли государства Поздняя Чжао, погрузившегося к тому времени в смуты и междоусобицы, но ему постоянно отказывали, опасаясь, что он приобретёт слишком много власти и обретёт контроль над правительством. Тем временем Инь Хао подготовил собственные походы на север, но они в 352 году закончились катастрофой. Хуань Вэнь подал петицию с требованием отставки Инь Хао, и она была удовлетворена. Сыма Юй стал главой правительства, но был вынужден консультироваться с Хуань Вэнем по всем важным вопросам.
В 369 году Хуань Вэнь решил сместить императора Сыма И, и стал распускать слухи о его гомосексуальных наклонностях и неспособности иметь детей. Под его давлением вдовствующая императрица Чу была вынуждена в 371 году издать указ о передаче трона Сыма Юю.
Хуань Вэнь плохо относился к Сыма Си — старшему брату Сыма Юя — и ложно обвинил того в организации заговора, в результате чего император был вынужден сместить Сыма Си со всех постов. Хуань Вэнь настаивал, чтобы Сыма Си был казнён, но Сыма Юй заявил, что он не может приказать казнить собственного брата, и что лучше оставит трон, чем согласится на такое. Хуань Вэнь был вынужден пойти на попятный, но добился того, чтобы Сыма Си и его сын были низведены до статуса простолюдинов и изгнаны.
В 372 году император заболел и вскоре скончался. Трон унаследовал его 10-летний сын Сыма Яо.

## Девизы правления
- Сяньань (咸安 Xiánān) 371—372